# 景行公園
景行公園是位於臺北市文山區的一座公園。面積3309平方公尺，建於1984年。內有步道、林間踏石步道、活動廣場、遊樂器材等設施。為景中街、景後街、景中街30巷所環繞。

## 周邊設施
- 景美國中
- 臺北市文山社區大學

## 外部連結
- 景行公園 - 公園走透透 （页面存档备份，存于）